# Bagoas (dworzanin)

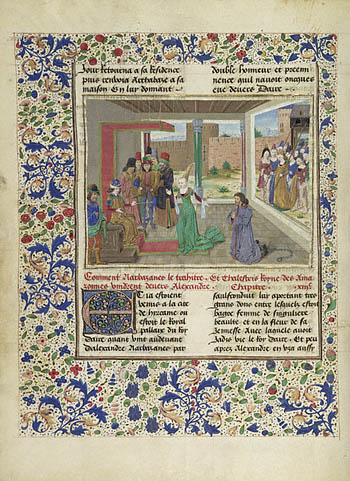
Bagoas podarowany Aleksadnrowi przez Nabarzanesa. Miniatura z pierwszego wydania Historii Aleksandra Wielkiego z około 1475 r.

Bagoas (peo.: Bagoi, stgr. Βαγώας) (zm. 324 p.n.e.) zw. Młodszym – perski eunuch z IV wieku p.n.e., żyjący na dworze ostatniego króla Persji z dynastii Achemenidów, Dariusza III, a po jego śmierci na dworze Aleksandra Wielkiego.
Opisywany przez Plutarcha, Arriana i Kurcjusza Rufusa, był kochankiem obu królów, osiągając w ten sposób spore wpływy na obu dworach, chociaż w obu przypadkach nie posiadał żadnej faktycznej władzy.

## Pochodzenie
Pochodzenie Bagoasa nie jest do końca jasne, prawdopodobnie był potomkiem jednego z arystokratycznych, bogatych rodów, który utracił łaskę króla podczas jednego z licznych buntów i przewrotów pałacowych, który miał miejsce w imperium Achemenidów.
Pozbawiony rodziny i wolności, najprawdopodobniej sprzedał się w niewolę i dał się wykastrować podobnie jak wielu służących w pałacach królewskich eunuchów. Został wykastrowany w dzieciństwie lub we wczesnej młodości i stał się własnością jakiejś perskiej rodziny arystokratycznej, służąc pani domu jako paź i posłaniec, co było dosyć częstym zajęciem młodych eunuchów.
Nieszczęście rodziny Bagoasa mogło być spowodowane przez Orksynesa, którego później, będąc już kochankiem Aleksandra, Bagoas oskarżył o liczne przestępstwa (między innymi o ograbienie grobowców królewskich) i wykorzystując swój wpływ na króla sprawił, że Aleksander skazał go na śmierć.

## Służba u Dariusza III
Królowie perscy mieli haremy pełne żon i nałożnic (tych ostatnich było podobno tyle ile dni w roku), którymi zajmowali się i którym służyli eunuchowie. Brak męskich narządów płciowych sprawiał, że sprawowali swoje funkcje doskonale, uniemożliwiając w zarodku jakiekolwiek związki z nałożnicami czy możliwość zapłodnienia ich. Eunuchowie byli zniewieściali i słabsi fizycznie od mężczyzn, posiadali więc cechy, które były nieodzowne w związkach homoseksualnych w tamtych czasach, tworzonych przez silniejszego i szlachetnie urodzonego mężczyznę, oraz słabszego i młodszego eunucha. Związki tego rodzaju były popularne w imperium perskim, zwłaszcza w rodzinie królewskiej i arystokracji. Wreszcie, brak włosów i rozwoju hormonalnego nadawał eunuchom bardziej kobiecy i młodzieńczy wygląd. Jednak po kilkudziesięciu latach po kastracji, eunuchowie mieli tendencję do tycia ze względu na inny metabolizm.
Bagoas był niezwykle piękny, zwłaszcza jak na eunucha – Pliniusz opisywał go jako „eunucha niezwykłej piękności” i utalentowanego tancerza. Urzędnicy królewskiego haremu znaleźli go podobno przez przypadek i po spotkaniu z nim, kupili go dla króla.
Przed przystąpieniem do objęcia swoich obowiązków, Bagoas musiał dokładnie i starannie przyswoić sobie etykietę królewskiego dworu, jedną z najbardziej sztywnych i niezmiennych reguł życia na dworze od samego początku istnienia imperium Achemenidów. Na przykład istniał zwyczaj wykonywania uroczystego pokłonu (z gr. proskynesis), który w innych kulturach był zarezerwowany jedynie dla bogów i stosowany podczas składania ofiar.
Bagoas szybko stał się ulubieńcem Dariusza III. Co prawda nigdy nie osiągnął takiego znaczenia i władzy jak jego imiennik Bagoas, ani inni eunuchowie w historii imperium perskiego. Jego wpływy wynikały i były zależne od łaski króla. Potęga faworyta wzbudzała zazdrość wśród możnowładców, do tego stopnia, że jeden z nich powiedział „Jeden eunuch rządził Persją, a teraz włada drugi”, co odnosiło się do wspomnianego wcześniej eunucha, wielkiego wezyra i władcy imperium w czasach Artakserksesa III Ochosa (w latach 358 p.n.e.–338 p.n.e.).

## Podboje Aleksandra Wielkiego
Aleksander dwukrotnie pokonawszy Dariusza III stał się panem Azji, zdobywając niemal wszystkie ziemie imperium. Po bitwie pod Gaugamelą Dariusz i jego świta, w tym Bagoas, zbiegli do Baktrii, gdzie król został zabity przez swojego kuzyna, satrapę Baktrii, Bessosa i wielkiego wezyra Nabarzanesa. Eunuch został porwany przez jednego z nich, Nabarzanesa, który wiedział jak cenny może być jego wpływ, jeśli zdoła uwieść Aleksandra.
Podczas, gdy Aleksander zajmował się ustanawianiem satrapów nowo zdobytych satrapii, Nabarzanes wszedł z nim w dyplomatyczne kontakty – w zamian za Bagoasa uzyskiwał królewskie przebaczenie i pozycję na dworze nowego monarchy. Wkrótce Bagoas stał się niemalże osobistym asystentem Aleksandra i jedną z najbliższych mu osób, a prawdopodobnie nawet jego kochankiem, co potwierdzają niemal wszyscy historycy, chociaż znany jest niemalże miłosny związek, jaki łączył Aleksandra z jego najlepszym przyjacielem Hefajstionem.

## Służba u Aleksandra
Postać Bagoasa w czasie służby u Aleksandra wywołuje wiele sprzeczności wśród starożytnych historyków, którzy opisywali podboje. Podczas gdy Plutarch i Ptolemeusz są przychylnie nastawieni do perskiego eunucha, prezentując go jako przyjaciela i kochanka króla, to Kwintus Rufus przedstawia go jako chciwego i okrutnego dworzanina, mówiąc o nim w kategorii „dziwki króla”. Mary Renault dowiodła wieloma latami badań, że poglądy Rufusa są zniekształcone przez niewiedzę i uprzedzenia.
Najbardziej znanym i najczęściej opisywanym epizodem z życia Bagoasa na dworze królewskim jest przytoczony przez Plutarcha ustęp w żywocie Aleksandra: macedoński król zorganizował konkurs tańca, w którym Bagoas zdobył pierwszą nagrodę. W czasie kolejnej uroczystości w obecności wszystkich macedońskich żołnierzy, którzy wiwatowali na cześć chłopca, kilkoro z nich poprosiło króla, aby go pocałował, co ten też zaraz uczynił.
Obecność Bagoasa na dworze i jego związek z królem był widziany przez przywiązanych do tradycji żołnierzy i dowódców jako namacalny dowód persyzacji króla i jego upadku moralnego.

## Śmierć
Nie wiadomo dokładnie, kiedy i gdzie zmarł Bagoas. Aleksander umarł w 323 p.n.e. i od tej chwili nie ma już wiarygodnych dowodów na to, że żył dłużej. Prawdopodobnie zmarł wkrótce potem zabity przez kogoś z najbliższego otoczenia króla (prawdopodobnie przez zazdrosną o uczucia męża żonę Aleksandra Roksanę albo przez drugą żonę króla, która też wkrótce została zamordowana, Statejrę II).

## W kulturze
- Bagoas jest głównym bohaterem i narratorem książki Mary Renault pt. „Perski chłopiec”.
- W filmie Aleksander, Oliviera Stone’a, rolę Bagoasa zagrał hiszpański aktor Francisco Bosch.